# Tambo (Queensland)
Tambo es una ciudad y localidad rural del estado de Queensland, Australia. En el censo de 2016, Tambo tenía una población de 367 personas. La ganadería y el turismo son las principales industrias del pueblo. Se conservan varios edificios patrimoniales de los primeros días de asentamiento.

## Historia
La primera exploración europea del distrito fue realizada por Sir Thomas Mitchell, conocido popularmente como "Major Mitchell", en 1846. Durante los 15 años siguientes, aproximadamente, la zona no se utilizó hasta que los seleccionadores comenzaron a tomar tierras en 1861.
La ciudad de Carrangarra se fundó en 1863, lo que la convierte en la más antigua del oeste de Queensland. Como en gran parte del oeste, las ovejas se convirtieron en el pilar de la economía. El asentamiento pasó a llamarse Tambo en 1868.
El nombre de Tambo procede de una palabra indígena australiana que significa lugar oculto, o "lugar de descanso, pescado, aguas sombrías, aguas ocultas, un lugar aislado, lugar escondido y ñame nativo".
La Escuela Estatal de Tambo se inauguró el 28 de febrero de 1876.
Tambo fue el lugar del primer accidente mortal de Qantas. Un Airco DH.9 se estrelló el 24 de marzo de 1927 con la pérdida de tres vidas después de que el avión se calara al aterrizar.
En el censo de 2006, Tambo tenía una población de 345 habitantes, un pequeño descenso respecto a la población del censo de 2001, que era de 357. Alrededor del 7 % de la población de Tambo se identifica como aborigen o isleño del Estrecho de Torres y alrededor del 6 % ha nacido fuera de Australia.

## Geografía
Tambo se encuentra en el centro oeste de Queensland, a orillas del río Iland. Tambo está a 101 kilómetros al sureste de la ciudad de Blackall por la autopista Landsborough, a 118 kilómetros al norte de Augathella, a 201 kilómetros al norte de Charleville, a 736 kilómetros al noroeste de Toowoomba y a unos 862 kilómetros al noroeste de la capital del estado, Brisbane.
El río Barcoo atraviesa la ciudad y se encuentra cerca de la cordillera Grey, que forma parte de la sección "Techo de Queensland" de la Gran Cordillera Divisoria.
La autopista Landsborough -parte de la red nacional de carreteras que une Brisbane y Darwin- pasa por Tambo. Tambo también está conectada con Alpha por la Dawson Development Road. 
El Parque Nacional de Carnarvon (sección Salvator Rosa) se encuentra al este de la ciudad.

## Clima
Las temperaturas en Tambo oscilan entre los 35 °C en verano y los 21 °C en invierno. Las temperaturas mínimas en invierno suelen descender por debajo del punto de congelación. La precipitación media anual es de 535,7 mm, la mayor parte de la cual cae entre diciembre y marzo.
| Parámetros climáticos promedio de Tambo (Tambo Post Office 1957–2013) | Parámetros climáticos promedio de Tambo (Tambo Post Office 1957–2013) | Parámetros climáticos promedio de Tambo (Tambo Post Office 1957–2013) | Parámetros climáticos promedio de Tambo (Tambo Post Office 1957–2013) | Parámetros climáticos promedio de Tambo (Tambo Post Office 1957–2013) | Parámetros climáticos promedio de Tambo (Tambo Post Office 1957–2013) | Parámetros climáticos promedio de Tambo (Tambo Post Office 1957–2013) | Parámetros climáticos promedio de Tambo (Tambo Post Office 1957–2013) | Parámetros climáticos promedio de Tambo (Tambo Post Office 1957–2013) | Parámetros climáticos promedio de Tambo (Tambo Post Office 1957–2013) | Parámetros climáticos promedio de Tambo (Tambo Post Office 1957–2013) | Parámetros climáticos promedio de Tambo (Tambo Post Office 1957–2013) | Parámetros climáticos promedio de Tambo (Tambo Post Office 1957–2013) | Parámetros climáticos promedio de Tambo (Tambo Post Office 1957–2013) |
| Mes                                                                   | Ene.                                                                  | Feb.                                                                  | Mar.                                                                  | Abr.                                                                  | May.                                                                  | Jun.                                                                  | Jul.                                                                  | Ago.                                                                  | Sep.                                                                  | Oct.                                                                  | Nov.                                                                  | Dic.                                                                  | Anual                                                                 |
| --------------------------------------------------------------------- | --------------------------------------------------------------------- | --------------------------------------------------------------------- | --------------------------------------------------------------------- | --------------------------------------------------------------------- | --------------------------------------------------------------------- | --------------------------------------------------------------------- | --------------------------------------------------------------------- | --------------------------------------------------------------------- | --------------------------------------------------------------------- | --------------------------------------------------------------------- | --------------------------------------------------------------------- | --------------------------------------------------------------------- | --------------------------------------------------------------------- |
| Temp. máx. abs. (°C)                                                  | 44.2                                                                  | 42.8                                                                  | 40.5                                                                  | 37.1                                                                  | 34.4                                                                  | 31.7                                                                  | 30.0                                                                  | 35.0                                                                  | 39.0                                                                  | 41.0                                                                  | 43.3                                                                  | 43.3                                                                  | 44.2                                                                  |
| Temp. máx. media (°C)                                                 | 34.9                                                                  | 33.8                                                                  | 32.4                                                                  | 29.1                                                                  | 24.9                                                                  | 21.6                                                                  | 21.2                                                                  | 23.5                                                                  | 27.3                                                                  | 30.9                                                                  | 33.2                                                                  | 34.8                                                                  | 29.0                                                                  |
| Temp. mín. media (°C)                                                 | 20.4                                                                  | 20.0                                                                  | 17.5                                                                  | 12.7                                                                  | 8.1                                                                   | 4.9                                                                   | 3.6                                                                   | 5.1                                                                   | 9.0                                                                   | 13.7                                                                  | 17.0                                                                  | 19.1                                                                  | 12.6                                                                  |
| Temp. mín. abs. (°C)                                                  | 10.4                                                                  | 9.5                                                                   | 5.8                                                                   | 0.0                                                                   | -3.0                                                                  | -5.0                                                                  | -5.6                                                                  | -5.6                                                                  | -2.5                                                                  | -0.5                                                                  | 4.4                                                                   | 7.0                                                                   | -5.6                                                                  |
| Lluvias (mm)                                                          | 81.0                                                                  | 77.5                                                                  | 58.3                                                                  | 37.1                                                                  | 34.4                                                                  | 28.6                                                                  | 27.1                                                                  | 18.7                                                                  | 21.3                                                                  | 34.6                                                                  | 47.0                                                                  | 70.1                                                                  | 535.7                                                                 |
| Días de lluvias (≥ 0.2mm)                                             | 7.6                                                                   | 6.8                                                                   | 5.7                                                                   | 3.3                                                                   | 3.3                                                                   | 3.3                                                                   | 3.0                                                                   | 2.5                                                                   | 3.1                                                                   | 4.7                                                                   | 5.7                                                                   | 6.7                                                                   | 55.7                                                                  |
| Fuente: Bureau de Meteorología                                        |                                                                       |                                                                       |                                                                       |                                                                       |                                                                       |                                                                       |                                                                       |                                                                       |                                                                       |                                                                       |                                                                       |                                                                       |                                                                       |